# 황현선
황현선(한자: 黃鉉善, 1993년 3월 24일 ~ )은 대한민국의 쇼트트랙 스피드 스케이팅 선수이다.

## 경력
2010년 17세의 나이로 대한민국 쇼트트랙 스피드 스케이팅 국가대표팀에 발탁됐다. 월드컵에서 금메달 1개, 은메달 5개, 동메달 1개를 획득했다. 2011년 동계 아시안 게임에서도 3000m 계주에서 은메달을 획득했다. 또한 2011년 바르샤바에서 열린 세계 쇼트트랙 팀 선수권 대회에서도 금메달을 획득했다.